# Sixième circonscription des Bouches-du-Rhône
La sixième circonscription des Bouches-du-Rhône est l'une des 16 circonscriptions législatives que compte le département français des Bouches-du-Rhône (13), situé en région Provence-Alpes-Côte d'Azur.
Elle est située dans la ville de Marseille, couvrant actuellement son 9e arrondissement et une partie de son 10e arrondissement.
Depuis 2024, la circonscription est représentée par Olivier Fayssat (Républicains à droite).

## Description géographique et démographique

### De 1958 à 1986
La sixième circonscription des Bouches-du-Rhône était composée de :
- le 11e arrondissement de Marseille
- Canton d'Aubagne
- Canton de La Ciotat
- Commune d'Allauch

### 1986-2012
La sixième circonscription des Bouches-du-Rhône regroupe les quartiers résidentiels des faubourgs sud-est de la ville de Marseille. Circonscription entièrement urbaine, elle regroupe les arrondissements municipaux suivant : 
- Canton de Marseille-La Pomme
- Canton de Marseille-Mazargues
- Canton de Marseille-Sainte-Marguerite

D'après le recensement général de la population en 2006, la population totale de cette circonscription est estimée à 112 174 habitants.

### 2012
Depuis le redécoupage des circonscriptions législatives françaises de 2010, la circonscription comprend :
- le 9e arrondissement
- la partie du 10e arrondissement située au nord d'une ligne définie par l'axe des voies ci-après, à partir de la limite du 5earrondissement : boulevard Jean-Moulin, avenue de la Timone, voie de chemin de fer, autoroute Est-A50, rue d'André-Bardon, avenue Florian, lit de l'Huveaune vers l'amont, traverse de la Roue, place Guy-Duran, rue Pierre-Doize, chemin des Prud'hommes, boulevard du Général-Mangin, résidence Lycée Est incluse, chemin de la Valbarelle à Saint-Marcel jusqu'en limite du 11e arrondissement.

## Liste des députés
| Législature | Début de mandat | Fin de mandat  | Député                                          | Parti politique | Observations |
| ----------- | --------------- | -------------- | ----------------------------------------------- | --------------- | --- |
| Ire         | 9 décembre 1958 | 9 octobre 1962 | Francis Leenhardt                               | SFIO            | Mandat écourté à la suite d'une dissolution parlementaire décidée par Charles de Gaulle. |
| IIe         | 6 décembre 1962 | 2 avril 1967   | Edmond Garcin                                   | PCF             | |
| IIIe        | 3 avril 1967    | 30 mai 1968    | Edmond Garcin                                   | PCF             | Mandat écourté à la suite d'une dissolution parlementaire décidée par Charles de Gaulle. |
| IVe         | 11 juillet 1968 | 1er avril 1973 | Edmond Garcin                                   | PCF             | |
| Ve          | 2 avril 1973    | 2 avril 1978   | Edmond Garcin                                   | PCF             | |
| VIe         | 3 avril 1978    | 22 mai 1981    | Edmond Garcin                                   | PCF             | Mandat écourté à la suite d'une dissolution parlementaire décidée par François Mitterrand. |
| VIIe        | 2 juillet 1981  | 1er avril 1986 | Edmond Garcin                                   | PCF             | |
| VIIIe       | 2 avril 1986    | 14 mai 1988    | Aucun                                           | Aucun           | Proportionnelle par département, pas de député par circonscription. Mandat écourté à la suite d'une dissolution parlementaire décidée par François Mitterrand. |
| IXe         | 23 juin 1988    | 1er avril 1993 | Guy Teissier Bernard Tapie Jean-Claude Chermann | UDF-PR DVG-Maj  | Élection annulée le 26 novembre 1988 par le Conseil constitutionnel. Élu à la suite de l'annulation prononcée le 26 novembre 1988 par le Conseil constitutionnel. Suppléant de Bernard Tapie, le professeur Chermann devient député lorsque Bernard Tapie est appelé au gouvernement en 1992 comme ministre de la Ville. |
| Xe          | 2 avril 1993    | 21 avril 1997  | Guy Teissier                                    | UDF-PR          | Mandat écourté à la suite d'une dissolution parlementaire décidée par Jacques Chirac. |
| XIe         | 12 juin 1997    | 18 juin 2002   | Guy Teissier                                    | UDF-DL          | Maire du 5e secteur de Marseille. |
| XIIe        | 19 juin 2002    | 19 juin 2007   | Guy Teissier                                    | UMP             | Maire du 5e secteur de Marseille. |
| XIIIe       | 20 juin 2007    | 19 juin 2012   | Guy Teissier                                    | UMP             | Maire du 5e secteur de Marseille. |
| XIVe        | 20 juin 2012    | 20 juin 2017   | Guy Teissier                                    | UMP puis LR     | Maire du 5e secteur de Marseille. |
| XVe         | 21 juin 2017    | 21 juin 2022   | Guy Teissier                                    | LR              | |
| XVIe        | 22 juin 2022    | 9 juin 2024    | Lionel Royer-Perreaut                           | LREM            | Maire du 5e secteur de Marseille. Mandat écourté à la suite d'une dissolution parlementaire décidée par Emmanuel Macron. |
| XVIIe       | 8 juillet 2024  | En cours       | Olivier Fayssat                                 | RAD             | |

## Historique des élections

### Avant le redécoupage de 1986

#### Élections législatives de 1958
| Candidat       | Candidat              | Parti          | Premier tour | Premier tour | Second tour | Second tour |  |
| Candidat       | Candidat              | Parti          | Voix         | %            | Voix        | %           |  |
| -------------- | --------------------- | -------------- | ------------ | ------------ | ----------- | ----------- |  |
|                | Francis Leenhardt élu | SFIO           | 13 429       | 36,24        | 15 221      | 39,64       |  |
|                | Pierre Doize          | PCF            | 11 827       | 31,92        | 12 491      | 32,53       |  |
|                | Raoul Légier          | CNIP           | 7 018        | 18,94        | 8 042       | 20,94       |  |
|                | Jules Muracciole      | UNR            | 4 011        | 10,82        | 2 644       | 6,89        |  |
|                | Raymond Boulet        | UFF            | 772          | 2,08         |             |             |  |
|                |                       |                |              |              |             |             |  |
| Inscrits       | Inscrits              | Inscrits       | 50 802       | 100,00       | 50 608      | 100,00      |  |
| Abstentions    | Abstentions           | Abstentions    | 12 746       | 25,09        | 11 498      | 22,72       |  |
| Votants        | Votants               | Votants        | 38 056       | 74,91        | 39 110      | 77,28       |  |
| Blancs et nuls | Blancs et nuls        | Blancs et nuls | 999          | 2,63         | 712         | 1,82        |  |
| Exprimés       | Exprimés              | Exprimés       | 37 057       | 97,37        | 38 398      | 98,18       |  |

Le suppléant de Francis Leenhardt était Jean Graille, maire de La Ciotat, Vice-Président du conseil général.

#### Élections législatives de 1962
| Candidat       | Candidat                  | Parti          | Premier tour | Premier tour | Second tour | Second tour |  |
| Candidat       | Candidat                  | Parti          | Voix         | %            | Voix        | %           |  |
| -------------- | ------------------------- | -------------- | ------------ | ------------ | ----------- | ----------- |  |
|                | Edmond Garcin élu         | PCF            | 12 681       | 37,38        | 14 898      | 39,2        |  |
|                | Francis Leenhardt sortant | SFIO           | 11 693       | 34,47        | 13 508      | 35,54       |  |
|                | Raoul Légier              | CNIP           | 9 547        | 28,14        | 9 599       | 25,26       |  |
|                |                           |                |              |              |             |             |  |
| Inscrits       | Inscrits                  | Inscrits       | 53 587       | 100,00       | 52 973      | 100,00      |  |
| Abstentions    | Abstentions               | Abstentions    | 18 120       | 33,81        | 14 010      | 26,45       |  |
| Votants        | Votants                   | Votants        | 35 467       | 66,19        | 38 963      | 73,55       |  |
| Blancs et nuls | Blancs et nuls            | Blancs et nuls | 1 546        | 4,36         | 958         | 2,46        |  |
| Exprimés       | Exprimés                  | Exprimés       | 33 921       | 95,64        | 38 005      | 97,54       |  |

Le suppléant d'Edmond Garcin était Roger Giana, technicien de la métallurgie, conseiller municipal de Marseille.

#### Élections législatives de 1967
| Candidat       | Candidat                    | Parti          | Premier tour | Premier tour | Second tour | Second tour |  |
| Candidat       | Candidat                    | Parti          | Voix         | %            | Voix        | %           |  |
| -------------- | --------------------------- | -------------- | ------------ | ------------ | ----------- | ----------- |  |
|                | Edmond Garcin sortant réélu | PCF            | 21 171       | 44,59        | 28 384      | 63,45       |  |
|                | Francis Leenhardt           | FGDS (SFIO)    | 11 817       | 24,89        | Retrait     | Retrait     |  |
|                | Félix Hermouet              | UD-Ve          | 10 055       | 21,18        | 16 348      | 36,55       |  |
|                | Eugène Chamorand            | CD (PDM)       | 2 284        | 4,81         |             |             |  |
|                | Julien Castinel             | ARLP           | 2 155        | 4,54         |             |             |  |
|                |                             |                |              |              |             |             |  |
| Inscrits       | Inscrits                    | Inscrits       | 62 258       | 100,00       | 62 239      | 100,00      |  |
| Abstentions    | Abstentions                 | Abstentions    | 13 632       | 21,9         | 14 848      | 23,86       |  |
| Votants        | Votants                     | Votants        | 48 626       | 78,1         | 47 391      | 76,14       |  |
| Blancs et nuls | Blancs et nuls              | Blancs et nuls | 1 144        | 2,35         | 2 659       | 5,61        |  |
| Exprimés       | Exprimés                    | Exprimés       | 47 482       | 97,65        | 44 732      | 94,39       |  |

Le suppléant d'Edmond Garcin était Roger Giana.

#### Élections législatives de 1968
| Candidat       | Candidat                    | Parti          | Premier tour | Premier tour | Second tour | Second tour |  |
| Candidat       | Candidat                    | Parti          | Voix         | %            | Voix        | %           |  |
| -------------- | --------------------------- | -------------- | ------------ | ------------ | ----------- | ----------- |  |
|                | Edmond Garcin sortant réélu | PCF            | 19 130       | 41,08        | 23 836      | 53,32       |  |
|                | Félix Hermouet              | UDR (URP)      | 10 835       | 23,27        | 20 867      | 46,68       |  |
|                | Jean Graille                | FGDS (SFIO)    | 9 497        | 20,39        | Retrait     | Retrait     |  |
|                | Raoul Legier                | RI             | 5 927        | 12,73        |             |             |  |
|                | Jean David                  | PSU            | 1 178        | 2,53         |             |             |  |
|                |                             |                |              |              |             |             |  |
| Inscrits       | Inscrits                    | Inscrits       | 61 278       | 100,00       | 61 278      | 100,00      |  |
| Abstentions    | Abstentions                 | Abstentions    | 13 842       | 22,59        | 14 796      | 24,15       |  |
| Votants        | Votants                     | Votants        | 47 436       | 77,41        | 46 482      | 75,85       |  |
| Blancs et nuls | Blancs et nuls              | Blancs et nuls | 869          | 1,83         | 1 779       | 3,83        |  |
| Exprimés       | Exprimés                    | Exprimés       | 46 567       | 98,17        | 44 703      | 96,17       |  |

La suppléante d'Edmond Garcin était Yvette Eimard, employée.

#### Élections législatives de 1973
| Candidat       | Candidat                    | Parti          | Premier tour | Premier tour | Second tour | Second tour |  |
| Candidat       | Candidat                    | Parti          | Voix         | %            | Voix        | %           |  |
| -------------- | --------------------------- | -------------- | ------------ | ------------ | ----------- | ----------- |  |
|                | Edmond Garcin sortant réélu | PCF            | 25 234       | 45,35        | 32 716      | 60,78       |  |
|                | Charles Bonifay             | PS (UGSD)      | 10 877       | 19,55        | Retrait     | Retrait     |  |
|                | Louis Noell                 | RI (URP)       | 10 758       | 19,33        | 21 107      | 39,22       |  |
|                | François Roure              | CD (MR)        | 4 377        | 7,87         |             |             |  |
|                | Jean-Louis Boniffacy        | CNIP           | 1 581        | 2,84         |             |             |  |
|                | Nicole Pépin-Malherbe       | FN             | 1 152        | 2,07         |             |             |  |
|                | Charles Montaldi            | FP             | 1 041        | 1,87         |             |             |  |
|                | Marc Fratani                | LCR            | 624          | 1,12         |             |             |  |
|                |                             |                |              |              |             |             |  |
| Inscrits       | Inscrits                    | Inscrits       | 71 617       | 100,00       | 71 598      | 100,00      |  |
| Abstentions    | Abstentions                 | Abstentions    | 14 639       | 20,44        | 15 202      | 21,23       |  |
| Votants        | Votants                     | Votants        | 56 978       | 79,56        | 56 396      | 78,77       |  |
| Blancs et nuls | Blancs et nuls              | Blancs et nuls | 1 334        | 2,34         | 2 573       | 4,56        |  |
| Exprimés       | Exprimés                    | Exprimés       | 55 644       | 97,66        | 53 823      | 95,44       |  |

La suppléante d'Edmond Garcin était Yvette Eimard.

#### Élections législatives de 1978
| Candidat       | Candidat                    | Parti                | Premier tour | Premier tour | Second tour | Second tour |  |
| Candidat       | Candidat                    | Parti                | Voix         | %            | Voix        | %           |  |
| -------------- | --------------------------- | -------------------- | ------------ | ------------ | ----------- | ----------- |  |
|                | Edmond Garcin sortant réélu | PCF                  | 31 022       | 41,76        | 42 125      | 56,3        |  |
|                | Bernard Jacquier            | UDF (PR)             | 18 071       | 24,32        | 32 704      | 43,7        |  |
|                | Roland Povinelli            | PS                   | 13 199       | 17,77        | Retrait     | Retrait     |  |
|                | Jean Goudareau              | CNIP (RPR)           | 8 403        | 11,31        |             |             |  |
|                | Jacques Klar                | PSU (FA)             | 1 460        | 1,97         |             |             |  |
|                | Jean Bayramian              | UGP                  | 940          | 1,27         |             |             |  |
|                | Jean Pheulpin               | LO                   | 532          | 0,72         |             |             |  |
|                | René Mesle                  | Extrême gauche (OCT) | 421          | 0,57         |             |             |  |
|                | Yves Vandrame               | UOPDP                | 244          | 0,33         |             |             |  |
|                |                             |                      |              |              |             |             |  |
| Inscrits       | Inscrits                    | Inscrits             | 92 916       | 100,00       | 92 856      | 100,00      |  |
| Abstentions    | Abstentions                 | Abstentions          | 17 058       | 18,36        | 16 005      | 17,24       |  |
| Votants        | Votants                     | Votants              | 75 858       | 81,64        | 76 851      | 82,76       |  |
| Blancs et nuls | Blancs et nuls              | Blancs et nuls       | 1 566        | 2,06         | 2 022       | 2,63        |  |
| Exprimés       | Exprimés                    | Exprimés             | 74 292       | 97,94        | 74 829      | 97,37       |  |

La suppléante d'Edmond Garcin était Yvette Eimard.

#### Élections législatives de 1981
| Candidat           | Candidat                    | Parti          | Premier tour | Premier tour | Second tour | Second tour |  |
| Candidat           | Candidat                    | Parti          | Voix         | %            | Voix        | %           |  |
| ------------------ | --------------------------- | -------------- | ------------ | ------------ | ----------- | ----------- |  |
|                    | Edmond Garcin sortant réélu | PCF            | 24 706       | 36,62        | 41 874      | 59,75       |  |
|                    | Roland Povinelli            | PS             | 18 949       | 28,09        | Retrait     | Retrait     |  |
|                    | Bernard Jacquier            | UDF (PR)       | 16 125       | 23,90        | 28 208      | 40,25       |  |
|                    | Michel Fabrigoule           | RPR (UNM)      | 6 642        | 9,84         |             |             |  |
|                    | Jean-Marie Cloarec          | LO             | 673          | 1,00         |             |             |  |
|                    | Jacques Marolleau           | Extrême gauche | 369          | 0,55         |             |             |  |
|                    | Joseph Zamorano             | Divers gauche  | 0            | 0,00         |             |             |  |
|                    |                             |                |              |              |             |             |  |
| Inscrits           | Inscrits                    | Inscrits       | 101 187      | 100,00       | 101 174     | 100,00      |  |
| Abstentions        | Abstentions                 | Abstentions    | 32 784       | 32,4         | 28 849      | 28,51       |  |
| Votants            | Votants                     | Votants        | 68 403       | 67,6         | 72 325      | 71,49       |  |
| Blancs et nuls     | Blancs et nuls              | Blancs et nuls | 939          | 1,37         | 2 243       | 3,1         |  |
| Exprimés           | Exprimés                    | Exprimés       | 67 464       | 98,63        | 70 082      | 96,9        |  |
| Source : Data.gouv |                             |                |              |              |             |             |  |

La suppléante d'Edmond Garcin était Yvette Eimard, employée.

### Depuis le redécoupage de 1986

#### Élections législatives de 1988
| Candidat           | Candidat         | Parti                      | Premier tour | Premier tour | Second tour | Second tour |  |
| Candidat           | Candidat         | Parti                      | Voix         | %            | Voix        | %           |  |
| ------------------ | ---------------- | -------------------------- | ------------ | ------------ | ----------- | ----------- |  |
|                    | Bernard Tapie    | Divers gauche (Maj. prés.) | 15 165       | 36,99        | 22 366      | 49,91       |  |
|                    | Guy Teissier élu | UDF (PR) (URC)             | 12 502       | 30,49        | 22 450      | 50,09       |  |
|                    | Gilbert Victor   | FN                         | 9 137        | 22,99        | Retrait     | Retrait     |  |
|                    | Annick Boet      | PCF                        | 3 923        | 9,57         |             |             |  |
|                    | Jacques Estrade  | Divers droite              | 273          | 0,67         |             |             |  |
|                    |                  |                            |              |              |             |             |  |
| Inscrits           | Inscrits         | Inscrits                   | 63 391       | 100,00       | 63 391      | 100,00      |  |
| Abstentions        | Abstentions      | Abstentions                | 21 962       | 34,65        | 17 549      | 27,68       |  |
| Votants            | Votants          | Votants                    | 41 429       | 65,35        | 45 842      | 72,32       |  |
| Blancs et nuls     | Blancs et nuls   | Blancs et nuls             | 429          | 1,04         | 1 026       | 2,24        |  |
| Exprimés           | Exprimés         | Exprimés                   | 41 000       | 98,96        | 44 816      | 97,76       |  |
| Source : Data.gouv |                  |                            |              |              |             |             |  |

Le suppléant de Guy Teissier était Georges Grolleau, commerçant, conseiller général, conseiller municipal de Marseille.
L'élection de Guy Teissier est annulée par le Conseil constitutionnel.

#### Élections partielles de 1989
| Candidat       | Candidat             | Parti              | Premier tour | Premier tour | Second tour | Second tour |  |
| Candidat       | Candidat             | Parti              | Voix         | %            | Voix        | %           |  |
| -------------- | -------------------- | ------------------ | ------------ | ------------ | ----------- | ----------- |  |
|                | Bernard Tapie élu    | Divers gauche (PS) | 13 489       | 41,75        | 18 478      | 50,85       |  |
|                | Guy Teissier sortant | UDF (PR)           | 12 638       | 39,11        | 17 855      | 49,14       |  |
|                | Ronald Perdomo       | FN                 | 3 213        | 9,94         |             |             |  |
|                | Annick Boet          | PCF                | 2 559        | 7,92         |             |             |  |
|                | Éric Yeni            | Divers             | 231          | 0,71         |             |             |  |
|                | Hyacinthe Santoni    | Divers droite      | 124          | 0,38         |             |             |  |
|                | Jean Souchon         | Divers             | 54           | 0,16         |             |             |  |
|                |                      |                    |              |              |             |             |  |
| Inscrits       | Inscrits             | Inscrits           | 63 199       | 100,00       | 63 199      | 100,00      |  |
| Abstentions    | Abstentions          | Abstentions        | 30 582       | 48,39        | 25 837      | 40,88       |  |
| Votants        | Votants              | Votants            | 32 617       | 51,61        | 37 362      | 59,12       |  |
| Blancs et nuls | Blancs et nuls       | Blancs et nuls     | 309          | 0,95         | 1 029       | 2,75        |  |
| Exprimés       | Exprimés             | Exprimés           | 32 308       | 99,05        | 36 333      | 97,25       |  |

Le suppléant de Bernard Tapie était Jean-Claude Chermann, directeur de recherche à l'INSERM. Jean-Claude Chermann remplaça Bernard Tapie, nommé membre du gouvernement, du 3 mai 1992 au 1er avril 1993.

#### Élections législatives de 1993
| Candidat                                              | Candidat             | Parti          | Premier tour | Premier tour | Second tour | Second tour |  |
| Candidat                                              | Candidat             | Parti          | Voix         | %            | Voix        | %           |  |
| ----------------------------------------------------- | -------------------- | -------------- | ------------ | ------------ | ----------- | ----------- |  |
|                                                       | Guy Teissier élu     | UDF (PR)       | 15 082       | 40,79        | 21 557      | 70,61       |  |
|                                                       | Michèle Carayon      | FN             | 7 662        | 20,72        | 8 971       | 29,39       |  |
|                                                       | Fernard Pietri       | PS (ADFP)      | 3 553        | 9,91         |             |             |  |
|                                                       | Annick Boet          | PCF            | 3 433        | 9,29         |             |             |  |
|                                                       | René Olmeta          | diss. PS       | 3 364        | 9,10         |             |             |  |
|                                                       | Victor Espinosa      | GÉ (EÉ)        | 2 565        | 6,94         |             |             |  |
|                                                       | Jacqueline Carpentie | LT-LNÉ         | 930          | 2,52         |             |             |  |
|                                                       | Robert Étienne       | Divers droite  | 173          | 0,47         |             |             |  |
|                                                       | Anne-Marie Renaud    | PLN            | 100          | 0,27         |             |             |  |
|                                                       |                      |                |              |              |             |             |  |
| Inscrits                                              | Inscrits             | Inscrits       | 63 681       | 100,00       | 63 681      | 100,00      |  |
| Abstentions                                           | Abstentions          | Abstentions    | 25 431       | 39,93        | 28 418      | 44,63       |  |
| Votants                                               | Votants              | Votants        | 38 250       | 60,07        | 35 263      | 55,37       |  |
| Blancs et nuls                                        | Blancs et nuls       | Blancs et nuls | 1 278        | 3,34         | 4 735       | 13,43       |  |
| Exprimés                                              | Exprimés             | Exprimés       | 36 972       | 96,66        | 30 528      | 86,57       |  |
| Source : Data.gouv et Le Monde des 23 et 30 mars 1993 |                      |                |              |              |             |             |  |

Le suppléant de Guy Teissier était Roger Luccioni, Professeur des Universités, chef du service de cardiologie.

#### Élections législatives de 1997
| Candidat       | Candidat                   | Parti          | Premier tour | Premier tour | Second tour | Second tour |  |
| Candidat       | Candidat                   | Parti          | Voix         | %            | Voix        | %           |  |
| -------------- | -------------------------- | -------------- | ------------ | ------------ | ----------- | ----------- |  |
|                | Guy Teissier sortant réélu | UDF (PR)       | 11 272       | 30,73        | 17 956      | 42,9        |  |
|                | Michèle Carayon            | FN             | 9 141        | 24,92        | 7 654       | 18,29       |  |
|                | Fernand Pietri             | PS             | 8 662        | 23,62        | 16 248      | 38,82       |  |
|                | Annick Boet                | PCF            | 4 261        | 11,62        |             |             |  |
|                | Victor Espinosa            | Les Verts      | 858          | 2,34         |             |             |  |
|                | Gérard Monnier-Besombes    | MÉI            | 744          | 2,03         |             |             |  |
|                | Catherine Lange            | GÉ             | 723          | 1,97         |             |             |  |
|                | Guy Jullien                | LDI (MPF)      | 706          | 1,92         |             |             |  |
|                | Jean-Pierre Taddei         | LT-LNÉ         | 248          | 0,68         |             |             |  |
|                | Alain Renaud               | PLN            | 64           | 0,17         |             |             |  |
|                |                            |                |              |              |             |             |  |
| Inscrits       | Inscrits                   | Inscrits       | 60 441       | 100,00       | 60 441      | 100,00      |  |
| Abstentions    | Abstentions                | Abstentions    | 22 673       | 37,51        | 17 636      | 29,18       |  |
| Votants        | Votants                    | Votants        | 37 768       | 62,49        | 42 805      | 70,82       |  |
| Blancs et nuls | Blancs et nuls             | Blancs et nuls | 1 089        | 2,88         | 947         | 2,21        |  |
| Exprimés       | Exprimés                   | Exprimés       | 36 679       | 97,12        | 41 858      | 97,79       |  |

Le suppléant de Guy Teissier était Roger Luccioni.

#### Élections législatives de 2002
| Candidat       | Candidat                   | Parti             | Premier tour | Premier tour | Second tour | Second tour |  |
| Candidat       | Candidat                   | Parti             | Voix         | %            | Voix        | %           |  |
| -------------- | -------------------------- | ----------------- | ------------ | ------------ | ----------- | ----------- |  |
|                | Guy Teissier sortant réélu | UMP               | 18 300       | 46,35        | 23 106      | 76,07       |  |
|                | Michèle Carayon            | FN                | 7 778        | 19,7         | 7 269       | 23,93       |  |
|                | Marianne Clarté            | Les Verts (PS)    | 6 592        | 16,7         |             |             |  |
|                | Annick Boet                | PCF               | 3 244        | 8,22         |             |             |  |
|                | Emmanuel Arvois            | LCR               | 789          | 2            |             |             |  |
|                | Brigitte Marandat          | MNR               | 774          | 1,96         |             |             |  |
|                | Danielle Treboutte         | LT-LNÉ            | 510          | 1,29         |             |             |  |
|                | François Joslin            | GÉ                | 412          | 1,04         |             |             |  |
|                | Olga Dhamelincourt         | RPF               | 378          | 0,96         |             |             |  |
|                | Frédéric Ciavaldini        | Divers écologiste | 249          | 0,63         |             |             |  |
|                | Jean-Richard Guedj         | MÉI               | 188          | 0,48         |             |             |  |
|                | Michel Villeneuve          | GÉ                | 175          | 0,44         |             |             |  |
|                | Lise Tabet                 | Divers            | 94           | 0,24         |             |             |  |
|                | Maryse Bosi                | PS                | 0            | 0            |             |             |  |
|                |                            |                   |              |              |             |             |  |
| Inscrits       | Inscrits                   | Inscrits          | 63 494       | 100,00       | 63 488      | 100,00      |  |
| Abstentions    | Abstentions                | Abstentions       | 23 383       | 36,83        | 30 354      | 47,81       |  |
| Votants        | Votants                    | Votants           | 40 111       | 63,17        | 33 134      | 52,19       |  |
| Blancs et nuls | Blancs et nuls             | Blancs et nuls    | 628          | 1,57         | 2 759       | 8,33        |  |
| Exprimés       | Exprimés                   | Exprimés          | 39 483       | 98,43        | 30 375      | 91,67       |  |

Le suppléant de Guy Teissier était Roger Luccioni.

#### Élections législatives de 2007
|                | Guy Teissier sortant réélu | UMP            | 31 603 | 55,29  |  |  |  |
|                | Ferten Djendoubi           | PS             | 7 181  | 18,38  |  |  |  |
|                | Michèle Carayon            | FN             | 2 898  | 7,42   |  |  |  |
|                | Michel Collet-Fénétrier    | UDF–MoDem      | 2 094  | 5,36   |  |  |  |
|                | Brigitte Masson            | PCF            | 1 609  | 4,12   |  |  |  |
|                | Nicole Colomb              | LCR            | 1 076  | 2,75   |  |  |  |
|                | Christian Raynaud          | Les Verts      | 693    | 1,77   |  |  |  |
|                | Michel Villeneuve          | GÉ             | 499    | 1,28   |  |  |  |
|                | Mylène Gugliotta           | LT-LNÉ         | 391    | 1      |  |  |  |
|                | Jacqueline Grandel         | LO             | 254    | 0,65   |  |  |  |
|                | Valérie Ruiz               | MPF            | 245    | 0,63   |  |  |  |
|                | Odette Guillard            | MNR            | 223    | 0,57   |  |  |  |
|                | Christian Guitton          | Divers         | 185    | 0,47   |  |  |  |
|                | Yves Pena                  | Divers         | 119    | 0,3    |  |  |  |
|                | Gérard Exbrayat            | Divers         | 0      | 0      |  |  |  |
|                |                            |                |        |        |  |  |  |
| Inscrits       | Inscrits                   | Inscrits       | 70 103 | 100,00 |  |  |  |
| Abstentions    | Abstentions                | Abstentions    | 30 493 | 43,5   |  |  |  |
| Votants        | Votants                    | Votants        | 39 610 | 56,5   |  |  |  |
| Blancs et nuls | Blancs et nuls             | Blancs et nuls | 540    | 1,36   |  |  |  |
| Exprimés       | Exprimés                   | Exprimés       | 39 070 | 98,64  |  |  |  |

Le suppléant de Guy Teissier était Lionel Royer-Perreaut, diplômé en sciences agronomiques, en droit public, auditeur de la 58e section nationale de l’Institut des hautes études de défense nationale.

#### Élections législatives de 2012
| Candidat       | Candidat                   | Parti          | Premier tour | Premier tour | Second tour | Second tour |
| Candidat       | Candidat                   | Parti          | Voix         | %            | Voix        | %           |
| -------------- | -------------------------- | -------------- | ------------ | ------------ | ----------- | ----------- |
|                | Guy Teissier sortant réélu | UMP            | 15 063       | 37,06        | 17 101      | 42,45       |
|                | Pierre Semeriva            | EÉLV (PS)      | 11 016       | 27,10        | 15 091      | 37,46       |
|                | Laurent Comas              | RBM (FN)       | 9 218        | 22,68        | 8 089       | 20,08       |
|                | Anna Rosso-Roig            | FG (PCF) (PG)  | 2 879        | 7,08         |             |             |
|                | Cédric Matthews            | MRC            | 705          | 1,73         |             |             |
|                | Patrick Filosa             | CpF (MoDem)    | 532          | 1,31         |             |             |
|                | Éric Talles                | LT-LNÉ         | 404          | 0,99         |             |             |
|                | Dominique Estève-Narsisyan | AÉI            | 247          | 0,61         |             |             |
|                | Patrick Placente           | UDR            | 198          | 0,49         |             |             |
|                | Stéphanie Brun-Pothin      | DLR            | 172          | 0,42         |             |             |
|                | David Larriven             | NPA            | 113          | 0,28         |             |             |
|                | Jacqueline Grandel         | LO             | 100          | 0,25         |             |             |
|                | Michel Villeneuve          | diss. PRG (GÉ) | 0            | 0,00         |             |             |
|                |                            |                |              |              |             |             |
| Inscrits       | Inscrits                   | Inscrits       | 72 571       | 100,00       | 72 561      | 100,00      |
| Abstentions    | Abstentions                | Abstentions    | 31 540       | 43,46        | 31 855      | 43,90       |
| Votants        | Votants                    | Votants        | 41 031       | 56,54        | 40 706      | 56,10       |
| Blancs et nuls | Blancs et nuls             | Blancs et nuls | 384          | 0,94         | 425         | 1,04        |
| Exprimés       | Exprimés                   | Exprimés       | 40 647       | 99,06        | 40 281      | 98,96       |

Le suppléant de Guy Teissier était Lionel Royer-Perreaut.

#### Élections législatives de 2017
|                                                                                  | |                           |                           |                          |                          |
|                                                                                  | | Premier tour 11 juin 2017 | Premier tour 11 juin 2017 | Second tour 18 juin 2017 | Second tour 18 juin 2017 |
|                                                                                  | |                           |                           |                          |                          |
|                                                                                  | | Nombre                    | % des inscrits            | Nombre                   | % des inscrits           |
| Inscrits                                                                         | Inscrits | 75 665                    | 100,00                    | 75 652                   | 100,00                   |
| Abstentions                                                                      | Abstentions | 41 506                    | 54,85                     | 46 594                   | 61,59                    |
| Votants                                                                          | Votants | 34 159                    | 45,15                     | 29 058                   | 38,41                    |
|                                                                                  | |                           | % des votants             |                          | % des votants            |
| Bulletins blancs                                                                 | Bulletins blancs | 370                       | 1,08                      | 1 864                    | 6,41                     |
| Bulletins nuls                                                                   | Bulletins nuls | 93                        | 0,27                      | 483                      | 1,66                     |
| Suffrages exprimés                                                               | Suffrages exprimés | 33 696                    | 98,64                     | 26 711                   | 91,92                    |
|                                                                                  | |                           |                           |                          |                          |
| Candidat Étiquette politique (partis et alliances)                               | Candidat Étiquette politique (partis et alliances) | Voix                      | % des exprimés            | Voix                     | % des exprimés           |
|                                                                                  | |                           |                           |                          |                          |
|                                                                                  | Éléonore Leprettre Mouvement démocrate (La République en marche)                                                                                       | 11 169                    | 33,15                     | 12 412                   | 46,47                    |
|                                                                                  | Guy Teissier (député sortant) Les Républicains (Union des démocrates et indépendants)                                                                  | 8 659                     | 25,70                     | 14 299                   | 53,53                    |
|                                                                                  | Éléonore Bez Front national | 6 171                     | 18,31                     |                          |                          |
|                                                                                  | Annie Gal La France insoumise | 3 894                     | 11,56                     |                          |                          |
|                                                                                  | Hervé Menchon Europe Écologie Les Verts (Parti socialiste)                                                                                             | 1 115                     | 3,31                      |                          |                          |
|                                                                                  | Anthony Gonçalves Parti communiste français | 969                       | 2,88                      |                          |                          |
|                                                                                  | Dominique Laumonier Écologiste (Mouvement écologiste indépendant - Le Trèfle - Mouvement hommes animaux nature)                                        | 493                       | 1,46                      |                          |                          |
|                                                                                  | Véronique Puccini Debout la France | 315                       | 0,93                      |                          |                          |
|                                                                                  | Vincent Vidal Extrême droite (Union des patriotes - Comités Jeanne - Parti de la France - Civitas - Souveraineté, identité et libertés - Ligue du Sud) | 254                       | 0,75                      |                          |                          |
|                                                                                  | Élisa Pergamenter Divers (Union populaire républicaine)                                                                                                | 156                       | 0,46                      |                          |                          |
|                                                                                  | Michel Villeneuve Parti radical de gauche (Génération écologie)                                                                                        | 138                       | 0,41                      |                          |                          |
|                                                                                  | Véronique Morel Lutte ouvrière | 131                       | 0,39                      |                          |                          |
|                                                                                  | David Dufour Écologiste (Mouvement 100 %) | 121                       | 0,36                      |                          |                          |
|                                                                                  | Clément Dufour Divers (Allons enfants) | 57                        | 0,17                      |                          |                          |
|                                                                                  | Stéphanie Brun Divers droite | 54                        | 0,16                      |                          |                          |
|                                                                                  | Abdel Labibes Divers droite | 0                         | 0,00                      |                          |                          |
| Source : Ministère de l'Intérieur - Sixième circonscription des Bouches-du-Rhône | |                           |                           |                          |                          |

Le suppléant de Guy Teissier était Lionel Royer-Perreaut.

#### Élections législatives de 2022
Les élections législatives françaises de 2022 ont eu lieu les dimanches 12 et 19 juin 2022.
| Résultats des élections législatives des 12 et 19 juin 2022 de la 6e circonscription des Bouches-du-Rhône |                          |                          |                          |              |              |             |             |
| Candidat                                                                                                  | Candidat                 | Parti et coalition       | Nuance                   | Premier tour | Premier tour | Second tour | Second tour |
| Candidat                                                                                                  | Candidat                 | Parti et coalition       | Nuance                   | Voix         | %            | Voix        | %           |
| | Lionel Royer-Perreaut    | ENS                      | ENS                      | 9 725        | 29,75        | 16 646      | 57,89       |
| | Éléonore Bez             | RN                       | RN                       | 7 810        | 23,89        | 12 110      | 42,11       |
| | Magali Holagne           | PS (NUPES)               | NUP                      | 7 179        | 21,96        |             |             |
| | Didier Reault            | LR (UDC)                 | LR                       | 2 744        | 8,39         |             |             |
| | Richard Dubreuil         | REC                      | REC                      | 2 321        | 7,10         |             |             |
| | Sophia Hocini            | GRS (FGR)                | DVG                      | 859          | 2,63         |             |             |
| | Dominique Laumonier      | LT-LNÉ (TUPV)            | ECO                      | 664          | 2,03         |             |             |
| | Michel Joubert           | DLF (UPF)                | DSV                      | 375          | 1,15         |             |             |
| | Fazia Hamiche            | CAP                      | ECO                      | 274          | 0,84         |             |             |
| | Angélique Collette       | PA                       | ECO                      | 254          | 0,78         |             |             |
| | Sophie Goy               | UCE (EMP)                | DVC                      | 253          | 0,77         |             |             |
| | Corinne Morel            | LO                       | DXG                      | 164          | 0,50         |             |             |
| | Clara-Maria Laredo       | FaC (RPS)                | REG                      | 34           | 0,10         |             |             |
| | Eddie Goultine           | DVG                      | DVG                      | 33           | 0,10         |             |             |
| Votes valides                                                                                             | Votes valides            | Votes valides            | Votes valides            | 32 689       | 98,72        | 28 756      | 92,98       |
| Votes blancs                                                                                              | Votes blancs             | Votes blancs             | Votes blancs             | 321          | 0,97         | 1 716       | 5,55        |
| Votes nuls                                                                                                | Votes nuls               | Votes nuls               | Votes nuls               | 102          | 0,31         | 456         | 1,47        |
| Total | Total                    | Total                    | Total                    | 33 112       | 100          | 30 928      | 100         |
| Abstention                                                                                                | Abstention               | Abstention               | Abstention               | 45 399       | 57,83        | 47 583      | 60,61       |
| Inscrits / participation                                                                                  | Inscrits / participation | Inscrits / participation | Inscrits / participation | 78 511       | 42,17        | 78 511      | 39,39       |

La suppléante de Lionel Royer-Perreaut était Emmanuelle Charafe, médecin pathologiste.

#### Élections législatives de 2024
Les élections législatives françaises de 2024 auront lieu les dimanches 30 juin et 7 juillet 2024.
A l'issue du premier tour, sont qualifiés pour le second : Olivier Fayssat (RN), Christine Juste (NFP- EELV) et Lionel Royer-Perreaut (Ensemble)
| Candidat                 | Candidat                 | Parti et coalition       | Nuance                   | Premier tour | Premier tour | Second tour | Second tour |
| Candidat                 | Candidat                 | Parti et coalition       | Nuance                   | Voix         | %            | Voix        | %           |
| ------------------------ | ------------------------ | ------------------------ | ------------------------ | ------------ | ------------ | ----------- | ----------- |
|                          | Olivier Fayssat,         | RAD (RN)                 | UXD                      | 19 151       | 38,27        | 24 745      | 52,33       |
|                          | Christine Juste          | LÉ (NFP)                 | UG                       | 14 119       | 28,22        | 22 537      | 47,67       |
|                          | Lionel Royer-Perreaut    | RE (ENS)                 | ENS                      | 12 575       | 25,13        | Retrait     | Retrait     |
|                          | Séréna Zouaghi           | LR                       | LR                       | 2 231        | 4,46         |             |             |
|                          | Jeanne Astolfi           | REC                      | REC                      | 862          | 1,72         |             |             |
|                          | Stéphanie Brun           | DLF                      | DVD                      | 348          | 0,70         |             |             |
|                          | Caroline Couronne        | Équinoxe                 | ECO                      | 276          | 0,55         |             |             |
|                          | Corinne Morel            | LO                       | EXG                      | 250          | 0,50         |             |             |
|                          | Sébastien Peretti        | SE                       | DIV                      | 217          | 0,43         |             |             |
|                          | Alain Slama              | SE                       | EXD                      | 4            | 0,01         |             |             |
|                          | Tess Jannone             | SE                       | DVC                      | 3            | 0,01         |             |             |
|                          | Sylvie Giovannini        | FaC (R&PS)               | REG                      | 1            | 0,00         |             |             |
|                          |                          |                          |                          |              |              |             |             |
| Suffrages exprimés       | Suffrages exprimés       | Suffrages exprimés       | Suffrages exprimés       | 50 037       | 97,97        | 47 282      | 93,67       |
| Votes blancs             | Votes blancs             | Votes blancs             | Votes blancs             | 757          | 1,48         | 2 594       | 5,14        |
| Votes nuls               | Votes nuls               | Votes nuls               | Votes nuls               | 278          | 0,54         | 603         | 1,19        |
| Total                    | Total                    | Total                    | Total                    | 51 072       | 100          | 50 479      | 100         |
| Abstention               | Abstention               | Abstention               | Abstention               | 28 613       | 35,61        | 29 236      | 36,68       |
| Inscrits / participation | Inscrits / participation | Inscrits / participation | Inscrits / participation | 79 685       | 64,09        | 79 715      | 63,32       |

La suppléante d'Olivier Fayssat est Valérie Toulza.